# Müdri
Müdri (ryska: Мюдри) är en ort i Azerbajdzjan.   Den ligger i distriktet İsmayıllı Rayonu, i den centrala delen av landet, 140 km väster om huvudstaden Baku. Müdri ligger 1 321 meter över havet och antalet invånare är 220.
Terrängen runt Müdri är huvudsakligen kuperad, men söderut är den bergig. Müdri ligger nere i en dal. Närmaste större samhälle är İsmayıllı, 18,0 km sydväst om Müdri. 
Omgivningarna runt Müdri är en mosaik av jordbruksmark och naturlig växtlighet. Runt Müdri är det ganska glesbefolkat, med 34 invånare per kvadratkilometer.